# Ali Esbati
Ali Esbati, född 12 september 1976 i Iran, är en svensk politiker (vänsterpartist) och skribent. Han var ordinarie riksdagsledamot 2014–2024 (dessförinnan tjänstgörande ersättare i riksdagen 2013–2014), invald för omväxlande Stockholms kommuns valkrets och Stockholms läns valkrets.
Esbati var förbundsordförande för Ung Vänster 2001–2004 och grundade 2009 tankesmedjan Manifest Senter for samfunnsanalyse, där han bland annat arbetade som verksamhetschef.

## Bakgrund
Esbati föddes i Iran och kom till Sverige 1986 tillsammans med sin mor och en yngre bror. Fadern invandrade ett halvår senare. Han växte upp i Tensta i nordvästra Stockholms kommun, och gick med i Ung Vänster 1992. Efter grundskolan läste han vid Tensta gymnasium och på Matematikgymnasiet i Danderyd. Han har även uppnått maxresultat på högskoleprovet (2,0). Han avslutade sin värnplikt vid Upplands regemente, där han 1999 blev fänrik.

## Utbildning
Esbati utbildade sig till civilekonom vid Handelshögskolan i Stockholm. Angående valet av Handelshögskolan uttalade han sig i Dagens Nyheter 2003 att det var "för att lära känna sin fiende".

## Politisk karriär
Esbati var medlem av Vänsterpartiets programkommission 1998–2008, samt 2012-2016. 

### Förbundsordförande för Ung Vänster
I maj 2001 valdes Esbati till förbundsordförande för Ung Vänster efter avgående Jenny Lindahl Persson. Strax innan valet drog han till sig medial uppmärksamhet med ett bostadspolitiskt uttalande:
| ”                                                                            | Säg det rent ut. Det handlar om att röka ut överklassen från ställen som Östermalm eller Askim. Sätt upp en flyktingförläggning på Stureplan. Det är bara att köra hårt. | „ |
| – Ali Esbati i intervju i Flamman strax innan valet till förbundsordförande. | |   |

I juni 2002 gjorde Ung Vänster, på Esbatis initiativ, en symbolisk insättning på ett konto kontrollerat av Folkfronten för Palestinas befrielse (PFLP), som en protest mot EU:s antiterrorismlagstiftning. PFLP hade tillsammans med andra organisationer samt enskilda uppförts på EU:s sanktionslista över terrororganisationer efter attacker mot civila israeler under den senaste intifadan. Esbati menade dock att PFLP förde en "legitim befrielsekamp mot förtryck och ockupation" och att EU:s sanktionslista skulle öppna för politiskt godtycke. Ung Vänster uppmanade också andra att stödja aktionen. Sammanlagt gjordes två inbetalningar (totalt 4 000 kr) på ett konto som disponerades av PFLP. Aktionen ledde till att en förundersökning inleddes mot Esbati och en annan person i Ung Vänsters ledning, vilken senare lades ned.
| ”                                                            | PFLP är inte mer terrororganisation än vad norska och danska motståndsmän var under andra världskriget. | „ |
| – Ali Esbati om Folkfronten för Palestinas befrielse (PFLP). | |   |

I februari 2004 blossade en het intern debatt upp inom förbundet, då Esbati och förbundssekreteraren Åsa Brunius lade fram förslaget om att kalla till en extra kongress. Som anledning angav de inre politiska och organisatoriska konflikter, och en vilja att få stopp på en fraktionsbildning som använde sig av kritik med inslag av sexuella trakasserier för att misskreditera meningsmotståndare, speciellt kvinnliga ledande medlemmar. En vecka senare meddelade Esbati i samband med en konferens i Göteborg att han inte skulle kandidera till omval på extrakongressen, ett beslut som han utvecklade offentligt på en presskonferens den 19 februari. Han stod även fast vid anklagelserna om sexuella trakasserier mot personer i ledningen.
Esbati efterträddes på extrakongressen i april 2004 av Tove Fraurud.

### Senare karriär
Mellan 2005 och 2008 arbetade Esbati på Vänsterpartiets riksdagskansli, som arbetsmarknadspolitisk sekreterare, finanspolitisk sekreterare och slutligen ekonom. Han var även ordförande i Vänsterpartiets programkommission mellan 2004 och 2008. Han bosatte sig 2008 i Oslo, där han 2008-2009 arbetade som debattredaktör på tidningen Klassekampen.
I juni 2009 var Esbati med och grundade den norska tankesmedjan Manifest Senter for Samfunnsanalyse (Manifest Analyse). Organisationen finansieras huvudsakligen av fackliga organisationer. 
Esbati ställde upp i Riksdagsvalet 2010 och valdes till första ersättare i Stockholms kommuns valkrets. Under våren 2013 var han ersättare för Josefin Brink och tog då också hennes plats i Arbetsmarknadsutskottet.
Vid Riksdagsvalet 2014 valdes han in som ordinarie ledamot.
Vid Vänsterpartiets kongress i februari 2018 blev Esbati invald i partistyrelsen. I november 2020 utsågs han till ledamot av verkställande utskottet.
Esbati var sedan inträdet i riksdagen arbetsmarknadspolitisk talesperson för Vänsterpartiet. I februari 2022 utsågs han till ekonomisk-politisk talesperson för partiet.
Esbati började blogga 2005 och hade under en tid en av Sveriges mest lästa politiska bloggar. 2006 gav han ut en samling bloggtexter från 2005 och 2006 i boken Agenda: Julafton för allt reaktionärt.

## Attentatet på Utøya
Esbati var inbjuden för att hålla föredrag på norska Arbeiderpartiets ungdomsförbunds (AUF) sommarläger på Utøya utanför Oslo den 22 juli 2011. Han blev där vittne till dödsskjutningen som tog livet av 69 personer. Esbati berättade efteråt att han själv överlevde genom att söka skydd i skogspartier och vattenbryn. I juni 2021, inför 10-årsmarkeringen av attentatet, publicerade Esbati boken Man kan fly en galning men inte gömma sig för ett samhälle: 10 år efter Utøya på Leopard förlag. Boken kom också ut i Norge, där med titeln Etter rosetogene (Forlaget Manifest)

## Privatliv
Ali Esbati har varit sambo med den norska journalisten och författaren Marte Michelet. Tillsammans har de ett barn.